# Jane Peak
Jane Peak är en bergstopp i Antarktis. Den ligger i Sydorkneyöarna. Argentina och Storbritannien gör anspråk på området. Toppen på Jane Peak är 210 meter över havet, eller 65 meter över den omgivande terrängen. Bredden vid basen är 0,33 km. Jane Peak ligger på ön Signy. Den ligger vid sjön Thomas Tarn.
Terrängen runt Jane Peak är kuperad norrut, men åt sydost är den platt. Området är obefolkat.